# Château-Arnoux-Saint-Auban

Château-Arnoux-Saint-Auban este o comună în departamentul Alpes-de-Haute-Provence din sud-estul Franței. În 1 ianuarie 2022 avea o populație de 5.095 de locuitori.